# 朱家
朱 家（しゅ か、生没年不詳）は、中国の秦から前漢にかけての人物。魯国の人。游侠として知られ、その行状は司馬遷の『史記』に記されている。

## 略歴
游侠とは任侠を貫くことを生き甲斐にしていた人のことで、器量を鼻にかけたり、恩着せがましいことをせず、人を匿って命を助けるもののことであった。
特に朱家は名が通り、普段は腰が低く貧しい身なりや1日の食事は一汁一菜という貧しい生活をしていた。人を匿い助けること数百を超え、また貧しき者から助けていたために人気が高く、朱家のためなら命を惜しまぬ者も多数いたという。だが朱家自身、人を助けたからと言って礼を言われることを嫌っていたため、逆に礼をする者はいなかったという。
楚漢戦争ののち、その朱家を知る濮陽の周氏が、季布を匿ってほしいと伝えてきた。季布は項羽配下の武将で、その任侠を知られた人物だったが、劉邦によって千金の賞金がかけられており、季布を匿った者は三族処刑すると布告されていた。周氏は朱家に身なりのやつれた奴隷を譲り渡したが、朱家はその奴隷が季布であることを察し、丁重に扱った。
朱家は次に任侠に厚い劉邦の側近である夏侯嬰と面会した。朱家は夏侯嬰に対し「季布は項羽の命に従って劉邦の軍勢を追い回しただけなのに、賞金首にするのであれば、項羽の部下全員皆殺しにしなければならないでしょう。私怨で季布を追い回すのを止め、すぐに放すべきだ」と説いた。
それを聞いた夏侯嬰は朱家が季布を匿っていると感じ取ると、夏侯嬰は劉邦に季布をゆるすことを説いた。季布はゆるされて郎中に取り立てられ、のちに河東郡守にまで出世した。だが、季布は朱家に会うことはなかったという。
司馬遷は、世間の人々が游侠の志を知らず、朱家や郭解をチンピラのように見下すのは悲しいことだ、と述べている。
なお、横山光輝の『史記』で「大侠客朱家」として上げられている。